# Ze zeggen dat
Ze zeggen dat is een Vlaams televisieprogramma op VTM dat wordt geproduceerd door PIT. waarin presentatoren Dina Tersago en Andy Peelman uitzoeken of courante volkswijsheden en urban legends waar zijn of niet.

## Concept
In elke aflevering onderzoeken Dina Tersago en Andy Peelman op speelse en humoristische wijze een aantal vaak voorkomende beweringen op hun waarheidsgehalte. Zij doen daarbij ook beroep op "gemiddeld Vlaanderen". In het eerste seizoen waren dat 100 Vlamingen met de achternaam Peeters, de meest voorkomende familienaam in Vlaanderen. In het tweede seizoen waren dat bewoners van diverse Kerkstraten, de meest voorkomende straatnaam in Vlaanderen. Ook nieuw in het tweede seizoen is het duo Lisette en Yvette, de moeders van Andy en Dina, die elke aflevering helpen om een bewering te onderzoeken. Vanaf het derde seizoen waren het 100 onbekende Vlamingen.

## Afleveringen

### Seizoen 1
| Afl. | Datum            | Onderwerpen | Kijkcijfers (live) | Gasten                             |
| ---- | ---------------- | --- | ------------------ | ---------------------------------- |
| 1    | 3 november 2020  | "...je 8 spinnen per jaar opeet in je slaap" (NIET WAAR) "...er aan elk bankbiljet cocaïne hangt" (WAAR) "...scheren zorgt voor dikker, donkerder en meer haar" (NIET WAAR)                                       | 690.614            |                                    |
| 2    | 10 november 2020 | "...je sneller door een file geraakt als je zigzagt" (NIET WAAR) "...mensen met een naam die eindigt op een Y minder kansen krijgen" (WAAR) "...je betere ontvangst hebt als je je GSM in de lucht steekt" (WAAR) | 593.019            | Maarten Vancoillie, Dorothee Dauwe |
| 3    | 17 november 2020 | "...je een uur voor je gaat zwemmen niets mag eten" (NIET WAAR) "...vrouwen drie keer meer woorden gebruiken dan mannen" (NIET WAAR) "...hoe dieper het decolleté hoe groter de fooi" (NIET WAAR)                 | 530.202            |                                    |
| 4    | 24 november 2020 | "...je het meeste vet verbrandt als je sport voor je ontbijt" (WAAR) "...pubers lui zijn en daarom niet uit hun bed geraken" (NIET WAAR) "...de mens een kuddedier is" (WAAR)                                     | 398.495            | Eddy Planckaert                    |
| 5    | 1 december 2020  | "...playing hard to get werkt" (NIET WAAR) "...zwangerschapsdementie echt bestaat" (WAAR) "...je in een openbaar toilet best het eerste hokje kiest" (WAAR)                                                       | 406.615            | Lotte Vanwezemael                  |
| 6    | 8 december 2020  | "...vrouwen het sneller koud hebben dan mannen" (WAAR) "...je van geven gelukkig wordt" (WAAR) "...geeuwen aanstekelijk werkt" (WAAR)                                                                             | 417.779            |                                    |
| 7    | 15 december 2020 | "...de tijd sneller gaat als je je amuseert" (WAAR) "...jongens drukker zijn dan meisjes" (NIET WAAR) "...70% van de vrouwen de verkeerde BH-maat draagt" (WAAR)                                                  | 380.604            |                                    |
| 8    | 22 december 2020 | "...iedereen een dubbelganger heeft" (WAAR) "...je een jeansbroek niet moet wassen" (WAAR) "...mannen beter bestand zijn tegen stress" (NIET WAAR)                                                                | 455.397            |                                    |

1. ↑  Om deze stelling te testen werd het aantal gebruikte woorden van Andy en Dina met elkaar vergeleken zonder dat ze dat wisten. Andy en Dina dachten dat ze de bewering "Ze zeggen dat je met BV's alles verkocht krijgt" aan het testen waren.

### Seizoen 2
| Afl. | Datum            | Onderwerpen | Kijkcijfers (live) | Gasten                                                  |
| ---- | ---------------- | --- | ------------------ | ------------------------------------------------------- |
| 1    | 14 oktober 2021  | "...een kusje de pijn verzacht" (WAAR) "...je zieker wordt van ziekenhuiseten" (WAAR) "...keukensponsjes walgelijk zijn" (NIET WAAR) "...een druppel je gek kan maken" (WAAR)                                                                            | 391.290            |                                                         |
| 2    | 21 oktober 2021  | "...we steeds preutser worden" (WAAR) "...mensen die dialect spreken dommer lijken" (WAAR) "...je rode wijnvlekken kan verwijderen met witte wijn" (NIET WAAR) "...iedereen moet beleggen in cryptomunten" (NIET WAAR)                                   | 359.286            | Lies Vandenberghe                                       |
| 3    | 28 oktober 2021  | "...hypnose quatsch is" (NIET WAAR) "...menstruatie nog altijd een groot taboe is" (WAAR) "...vrouwen niet grappig zijn" (NIET WAAR) "...als je scheel kijkt, je ogen zo blijven staan" (NIET WAAR)                                                      | 334.825            | Maarten Vancoillie, Dorothee Dauwe                      |
| 4    | 4 november 2021  | "...een vrouw aan het stuur zorgt voor bloed aan de muur" (WAAR) "...we te weinig rekening houden met ouderen" (WAAR) "...je beter Frans spreekt als je tipsy bent" (NIET WAAR) "...je verkouden wordt als je met nat haar naar buiten gaat" (NIET WAAR) | 321.074            |                                                         |
| 5    | 11 november 2021 | "...vrouwen niet veilig zijn op straat" (WAAR) "...je mama je beter kent dan wie ook" (WAAR) "...je sneller zat wordt als je door een rietje drinkt" (WAAR) "...stieren op rood afkomen" (NIET WAAR)                                                     | 339.444            | Annelies Verlinden, Gloria Monserez, Celine Van Ouytsel |
| 6    | 18 november 2021 | "...je harde schijf wissen voor verkoop niet volstaat" (WAAR) "...iets aantrekkelijker wordt als het verboden is" (NIET WAAR) "...een lucifer wonderen doet op het toilet" (WAAR) "...een ezel zich geen twee keer aan dezelfde steen stoot" (WAAR)      | 345.577            | Margriet Hermans, Kürt Rogiers                          |
| 7    | 25 november 2021 | "...er varkensvlees in döner kebab zit" (NIET WAAR) "...homo mannen een gaydar hebben" (NIET WAAR) "...je een penalty in de winkelhaak moet trappen" (NIET WAAR) "...een moeder het ziet als haar kind liegt" (NIET WAAR)                                | 276.944            | Nick & Christophe (Blind Getrouwd)                      |
| 8    | 2 december 2021  | "...iedereen racistisch is" (WAAR) "...zonnepanelen met een digitale teller niet meer rendabel zijn" (NIET WAAR) "...je opnieuw moet smeren telkens je uit het water komt" (WAAR) "...je alles kan leren eten" (NIET WAAR)                               | 317.441            |                                                         |
| 9    | 9 december 2021  | compilatieaflevering | 258.705            |                                                         |

1. ↑  Deze stelling is waar, niet omdat vrouwen slechtere chauffeurs zouden zijn, maar omdat de constructie van auto's ertoe leidt dat vrouwen bij een ongeval meer risico lopen op verwondingen dan mannen.
2. ↑  op basis van de Implicit Association Test van Harvard-universiteit
3. ↑  voor gemiddelde huisinstallaties zonder bijvoorbeeld een warmtepomp

### Seizoen 3
| Afl. | Datum         | Onderwerpen | Kijkcijfers (live) | Gasten                                                                 |
| ---- | ------------- | --- | ------------------ | ---------------------------------------------------------------------- |
| 1    | 30 maart 2023 | "...vrouwen met tattoos scheef bekeken worden" (WAAR) "...'fake it till you make it' werkt" (WAAR) "...kreunen helpt om beter te presteren" (WAAR)                                                          | 457.890            | Kirsten Flipkens                                                       |
| 2    | 6 april 2023  | "...touchscreens in je wagen gevaarlijker zijn dan dronken rijden" (WAAR) "...Jack niet had moeten sterven in Titanic" (NIET WAAR) "...we niet weten wat we moeten doen als ons huis in brand staat" (WAAR) | 314.352            | Sammy Madhi                                                            |
| 3    | 13 april 2023 | "...je gelukkiger wordt als je om 5 uur opstaat" (NIET WAAR) "...navigatieapps zijn te hacken" (WAAR) "...immomakelaars om te kopen zijn" (WAAR)                                                            | 396.546            | Hadisa Suleyman (Huis Gemaakt)                                         |
| 4    | 20 april 2023 | "...inbreken kinderspel is" (WAAR) "...Vlamingen niet durven klagen op restaurant" (NIET WAAR) "...met een aansteker een wijnfles kan openen" (NIET WAAR)                                                   | 374.725            |                                                                        |
| 5    | 27 april 2023 | "...vrouwen meer betalen in de garage" (WAAR) "...je een oude hond geen nieuwe trucjes kan leren" (NIET WAAR) "...e-bikes gevaarlijker zijn dan gewone fietsen" (NIET WAAR)                                 | 340.546            | Jef Neve, Niels Albert, Hakim Chatar, Jolien Roets                     |
| 6    | 4 mei 2023    | "...supermarkten net over de grens goedkoper zijn" (NIET WAAR) "...op hotel gaan goedkoper is dan op kot" (WAAR) "...je nieuwe kleren moet wassen voor je ze aantrekt" (WAAR)                               | 464.679            | Kim Van Oncen                                                          |
| 7    | 11 mei 2023   | "...korting vragen werkt" (NIET WAAR) "...muziek levens kan redden" (WAAR) | 264.002            | Jacques Vermeire, Herman Verbruggen, Axel Daeseleire, Barbara Sarafian |

### Seizoen 4
Seizoen 4 werd aangekondigd op 16 januari 2024.
| Afl. | Datum        | Onderwerpen | Kijkcijfers (live+7) | Gasten                                                           |
| ---- | ------------ | --- | -------------------- | ---------------------------------------------------------------- |
| 1    | 16 mei 2024  | "...je alles kan repareren met ducttape" (WAAR) "...brood het beste helpt tegen pikant" (NIET WAAR) "...mensen van kleur nog steeds geweerd worden aan de deur" (WAAR) "...conserven nooit bederven" (NIET WAAR) | 556.762              |                                                                  |
| 2    | 23 mei 2024  | "...je je angsten onder ogen moet zien" (WAAR) "...elk ei van Vlaamse makelij besmet is met PFAS" (NIET WAAR) "...een slaapmutsje goed is voor je slaap" (NIET WAAR)                                             | 554.102              | Tine Embrechts, Jaimie-Lee Six                                   |
| 3    | 30 mei 2024  | "...wolven gevaarlijk zijn" (NIET WAAR) "...je met een lege tank nog 20 km kan rijden" (NIET WAAR) "...gokken kinderspel is" (WAAR)                                                                              | 562.283              |                                                                  |
| 4    | 6 juni 2024  | "...iedereen te hacken is" (WAAR) "...de verpakking belangrijker is dan de inhoud" (WAAR) "..." | 534.376              | Tom De Cock, Jolien Roets, Jana De Wilde, Naomi Vanderpoorten    |
| 5    | 13 juni 2024 | "...ook je libido op 65 jaar met pensioen gaat" (NIET WAAR) "...voetgangers niet veilig zijn op een zebrapad" (WAAR) "...looks don't matter" (NIET WAAR)                                                         | 521.961              | Wendy Van Wanten, Koen Crucke, Morgane Gielen, Tatjana Kouzovkov |
| 6    | 20 juni 2024 | "...je eender wat kan kopen met ecocheques" (NIET WAAR) "...Belgen dom zijn" (NIET WAAR) "...E-sports geen echte sport is" (WAAR)                                                                                | 430.377              |                                                                  |
| 7    | 27 juni 2024 | "...A.I. al onze jobs gaat afpakken" (NIET WAAR) | 227.306              | Lieven Scheire, Thomas Winters, Sarah Manhaeve                   |

### Seizoen 5
| Afl. | Datum       | Onderwerpen | Kijkcijfers (live+7) | Gasten |
| ---- | ----------- | --- | -------------------- | ------ |
| 1    | 5 mei 2025  | "...spoedherstellers profiteren van de situatie" (WAAR) "...Hollandse pils naar kattenpis smaakt" (NIET WAAR) "...de Belgische wegen de slechtste van Europa zijn" (WAAR) "...hoe donkerder het brood is, hoe gezonder" (NIET WAAR)                              | 608.512              |        |
| 2    | 12 mei 2025 | "...TikTok 'kinderen niet toegelaten' moet zijn" (WAAR) "...je gestudeerd moet hebben om een blauwe zak te vullen" (WAAR) "...je elke week een bankkaart opeet" (NIET WAAR) "...ganzen de beste waakhonden zijn" (NIET WAAR)                                     | 529.031              |        |
| 3    | 19 mei 2025 | "...je borsten evenveel G-krachten incasseren als een F1-piloot" (WAAR) "...geen enkele Belg ons volkslied kan meezingen" (NIET WAAR) "...niet elk koppel hand in hand kan lopen" (WAAR) "...vleesvervangers altijd te onderscheiden zijn van vlees" (NIET WAAR) |                      |        |